# Christoph Lingg
Christoph Lingg (* 1964 in Schoppernau) ist ein österreichischer Fotograf.
Er machte von 1985 bis 1988 eine Ausbildung am International Center of Photography in Midtown Manhattan (New York City) und ist seitdem als freischaffender Fotograf in Wien tätig.

## Publikationen
- Otto Brusatti (Text), —: Apropos Czernowitz. Böhlau-Verlag, Wien 1999, ISBN 3-205-99149-4.
- —, Susanne Schaber (Text): Vergessener Völker Müdigkeiten. Friedhöfe in den Kronländern der ehemaligen k.u.k. Monarchie. Picus Verlag, Wien 2000, ISBN 3-85452-445-5.
- —, Susanne Schaber (Text): Den Sternen entlang. Drei Pilgerwege. Jakobsweg – Kailash – Qoyllur Rit'i. Picus Verlag, Wien 2004, ISBN 3-85452-477-3.[2]
- —, Susanne Schaber (Text): Im Stein. Berg- und Felslandschaften in Tirol. Picus-Verlag, Wien 2005, ISBN 3-85452-494-3.
- —, Susanne Schaber (Text), Richard Swartz, Serhij Zhadan: Stillgelegt. Industrieruinen im Osten. Edition Aufbruch, Wien 2007, ISBN 978-3-200-00947-9.
- —, Helmut Peschina (Hrsg.): Verlust und Erinnerung. Eine Anthologie. Edition Aufbruch, Wien 2009, ISBN 978-3-9502450-1-1.
- Jörg Schmutterer, —: Malerei zu Gedichten von Paul Celan. Hirmer, München 2012, ISBN 978-3-7774-5661-4.
- —, Diana Vinding (Beiträge): By the world forgot. portraits of indigenous people of Asia / Portraits indigener Völker Asiens. (englisch und deutsch). Edition Aufbruch, Wien 2014, ISBN 978-3-9502450-2-8.[3]Plakat zur Ausstellung 2004 in Eisenstadt

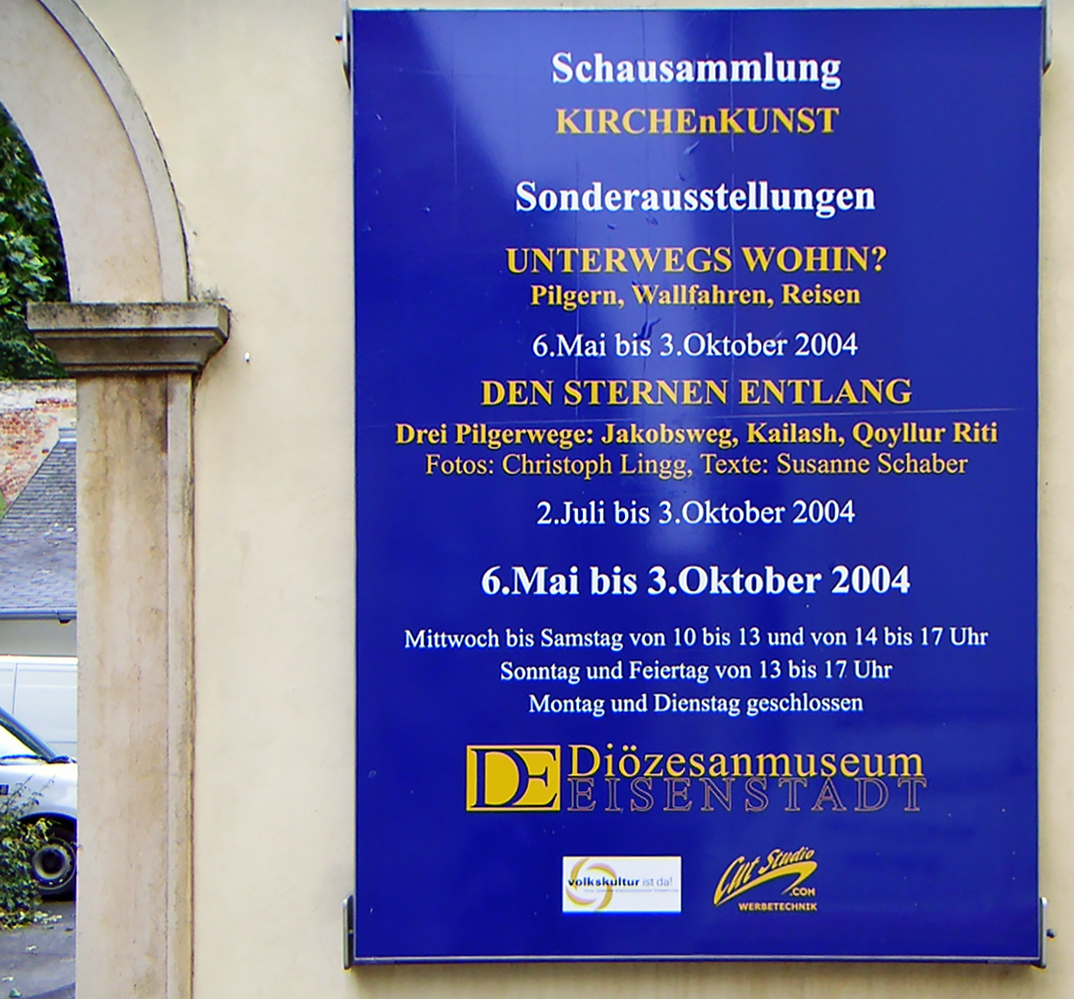
Plakat zur Ausstellung 2004 in Eisenstadt

## Ausstellungen
- 2004: Den Sternen entlang. Drei Pilgerwege: Jakobsweg, Kailash, Qoyllur Riti. Diözesanmuseum Eisenstadt
- 2007: Stillgelegt. Industrieruinen im Osten. Leopold Museum Wien[4]
- 2010: Stillgelegt. Industrieruinen im Osten. Galerie im Genusszentrum, Stift Schlierbach